# Липов, Андрей Юрьевич
Андре́й Ю́рьевич Ли́пов (род. 23 ноября 1969 года, Москва) — российский государственный деятель, руководитель Федеральной службы по надзору в сфере связи, информационных технологий и массовых коммуникаций (Роскомнадзор) с 29 марта 2020 года.
Из-за поддержки вторжения России на Украину, в частности «за решения, которые привели к цензуре и закрытию независимых российских СМИ», находится под международными санкциями Евросоюза, Канады и ряда других стран.

## Биография
Родился 23 ноября 1969 года в Москве.
В 1992 году окончил факультет кибернетики МИРЭА.
C 1996 года являлся совладельцем и гендиректором московской телекоммуникационной компании «Онлайн ресурс центр», занимавшейся предоставлением доступа в интернет.
С 2008 года занимал различные должности в департаменте государственной политики в области информатизации и информационных технологий Министерства связи и массовых коммуникаций, был заместителем начальника отдела программ развития, начальником отдела информационных технологий, заместителем директора департамента.
С 2010 по 2012 год — директор департамента государственной политики в области информатизации и информационных технологий Министерства связи и массовых коммуникаций. Участвовал в проектировании архитектуры электронного правительства в РФ и создании его конструктивных элементов, таких как: Система межведомственного электронного взаимодействия,  Единая система идентификации и аутентификации, Портал государственных услуг Российской Федерации. В рейтинге развития электронного правительства ООН за 2012 год Россия поднялась на 32 позиции, с 59 на 27 место.
Департамент добился запрета для органов власти требовать от граждан документы, находящиеся в распоряжении других органов власти, с целью обеспечить юридическую значимость результатов оказания госуслуг в электронном виде и избавить граждан от сбора справок. После принятия Федерального закона "Об организации предоставления государственных и муниципальных услуг" от 27.07.2010 N 210-ФЗ и изменения административных регламентов к концу 2011 года на единый портал госуслуг были выведены 34 319 услуг, в том числе 945 федеральных, 11 739 региональных, 21 608 муниципальных и 27 прочих, в электронном виде предоставлялись 511 услуг, из которых 371 — региональные и 140 — федеральные ( См. Портал государственных услуг Российской Федерации). Департамент отвечал за вывод услуг на портал.
С 12 июля 2012 года работал начальником управления президента по развитию информационно-коммуникационных технологий и инфраструктуры связи. Его управление отвечало за разработку проекта «закона «о суверенном интернете» и законопроекта об ограничении доли иностранцев в компаниях, владеющих значимыми российскими сайтами, который был внесен в Госдуму в конце июля 2019 года депутатом Антоном Горелкиным. Также с подачи Липова в конце 2019 года было начато расследование о выводе за рубеж порядка 470 тысяч дефицитных IPv4-адресов, ранее подведомственных государственному АНО РосНИИРОС. По возбуждённому позже уголовному делу в качестве обвиняемого был привлечён один из создателей русскоязычного сегмента интернета, экс-замминистра связи Алексей Солдатов и его партнёры.
29 марта 2020 года был назначен на должность руководителя Роскомнадзора.

## Международные санкции
В начале июня 2022 года Европейский союз внёс Липова в санкционный список как ответственного за подавление свободных СМИ в России в связи со вторжением России в Украину. ЕС считает, что Липов несёт ответственность «за решения, которые привели к цензуре и закрытию независимых российских СМИ» и «за активную поддержку и осуществление действий и политики, которые подрывают и угрожают территориальной целостности, суверенитету и независимости Украины», а также её стабильности и безопасности.
8 июля 2022 года внесён в санкционный список Канады «российских агентов дезинформации» за «содействие и поддержку неспровоцированного и неоправданного вторжения России в Украину»
По аналогичным основаниям находится под санкциями Швейцарии, Австралии, Украины и Новой Зеландии